# Бад-Бельциг
Бад-Бельциг (нім. Bad Belzig) — місто в Німеччині, розташоване в землі Бранденбург. Входить до складу району Потсдам-Міттельмарк.
Площа — 234,82 км2. Населення становить 11 096 ос. (станом на 31 грудня 2020).

## Демографія
- Динаміка населення з 1875 року в сучасних кордонах (Синя лінія: населення; Пунктир: відносна порівняльна динаміка населення землі Бранденбург; Сірий фон: період Третього рейху; Помаранчевий фон: період НДР)
- Динаміка населення (синя лінія) і прогнози

| Рік  | Населення |
| ---- | --------- |
| 1875 | 8 847     |
| 1890 | 8 665     |
| 1910 | 9 162     |
| 1925 | 9 362     |
| 1939 | 10 636    |
| 1950 | 14 139    |
| 1964 | 12 329    |

| Рік  | Населення |
| ---- | --------- |
| 1971 | 12 145    |
| 1981 | 11 873    |
| 1985 | 11 849    |
| 1990 | 11 960    |
| 1995 | 11 711    |
| 2000 | 12 263    |
| 2005 | 11 772    |

| Рік  | Населення |
| ---- | --------- |
| 2010 | 11 248    |
| 2015 | 11 120    |
| 2016 | 11 113    |
| 2017 | 11 126    |
| 2018 | 11 144    |
| 2019 | 11 141    |
| 2020 | 11 096    |

Джерела даних вказані на Wikimedia Commons.

## Галерея

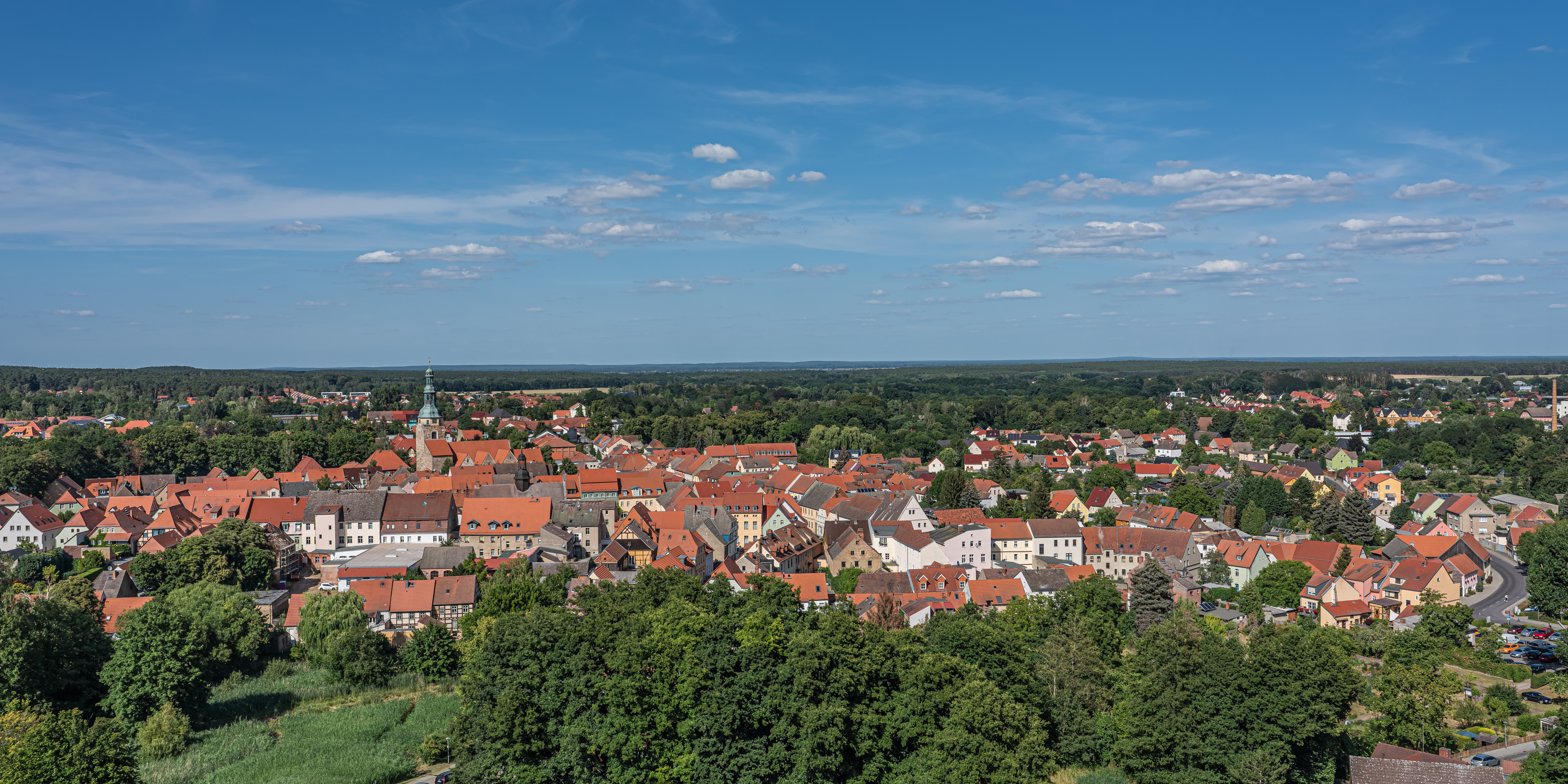
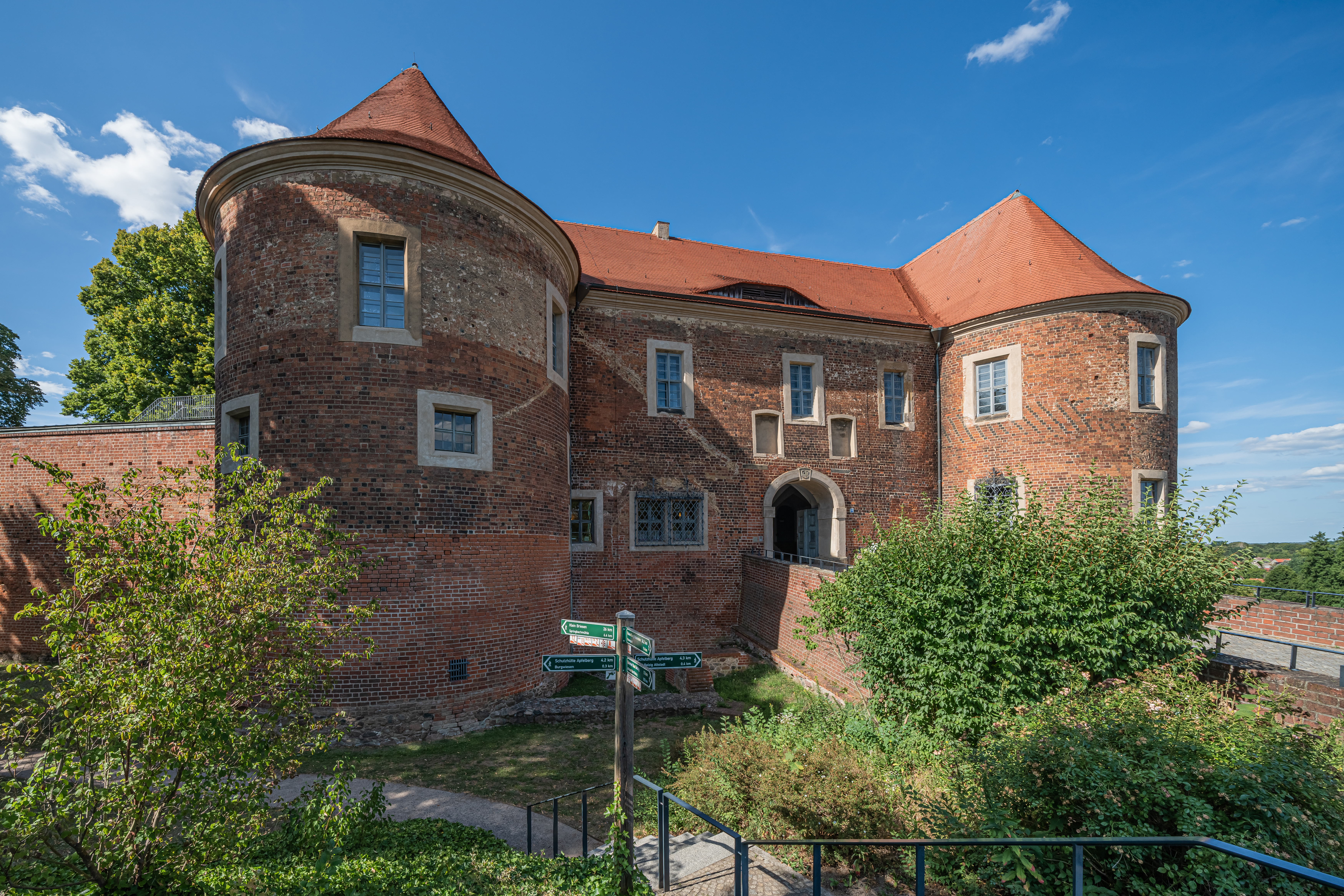
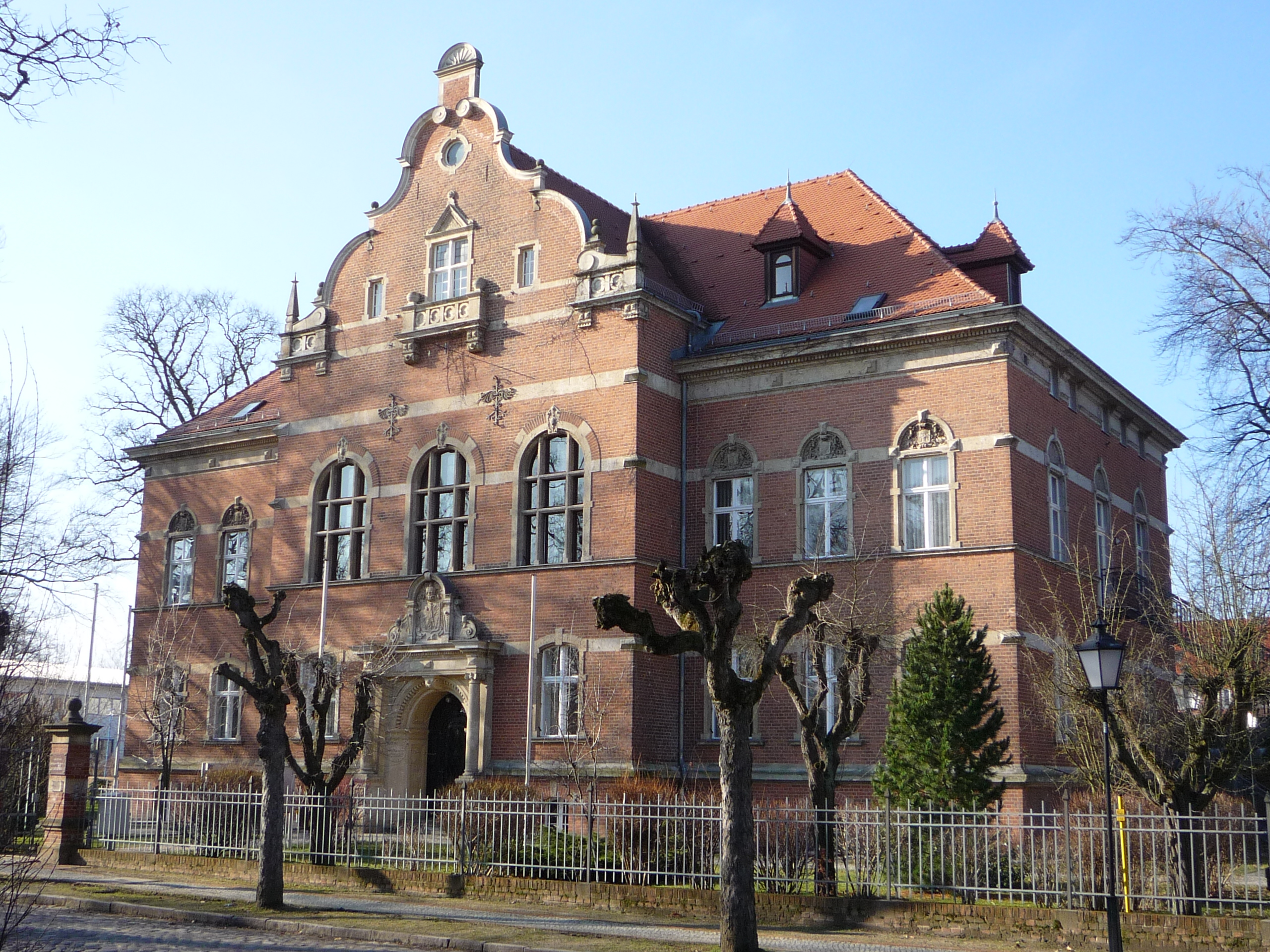
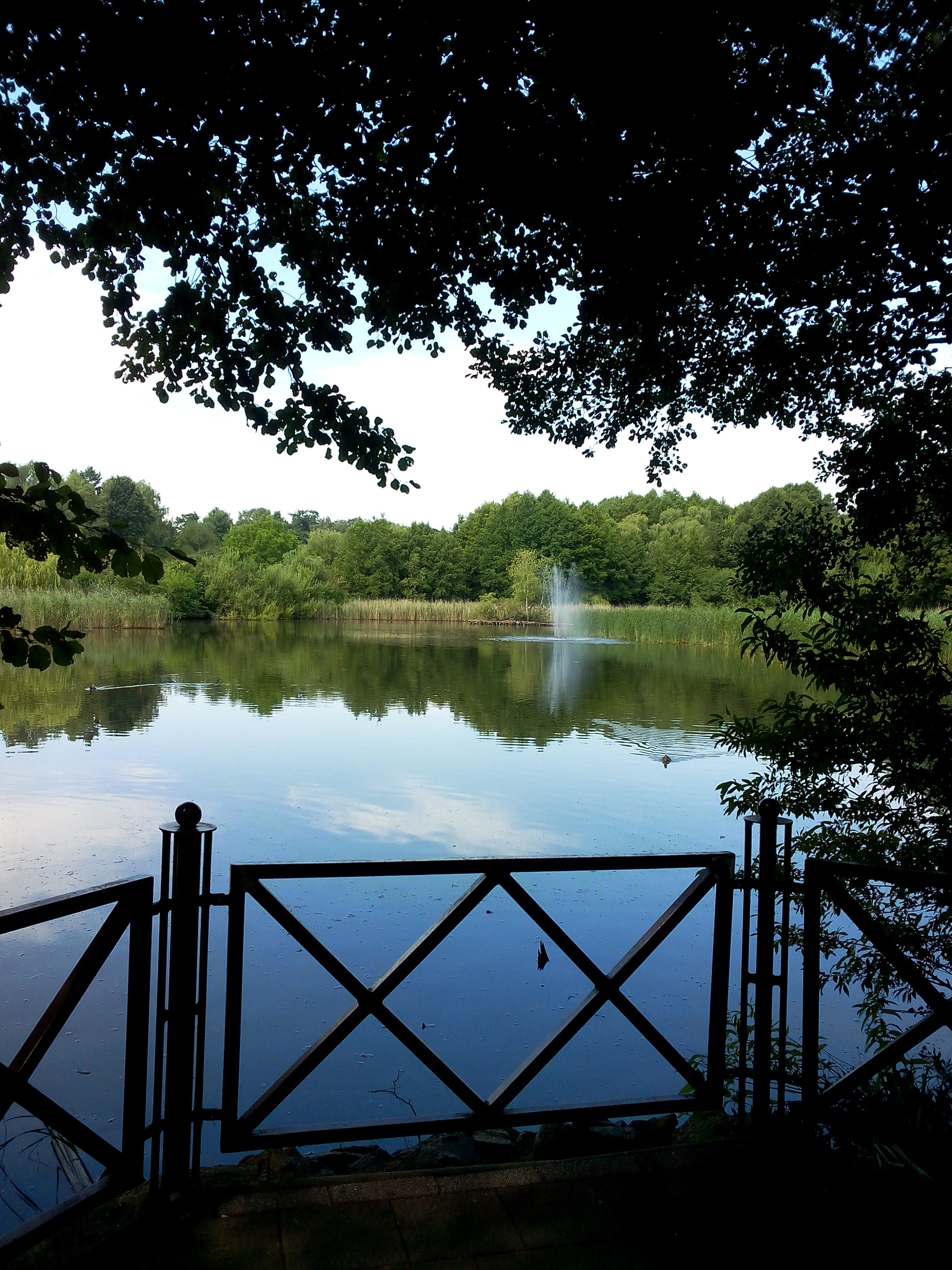
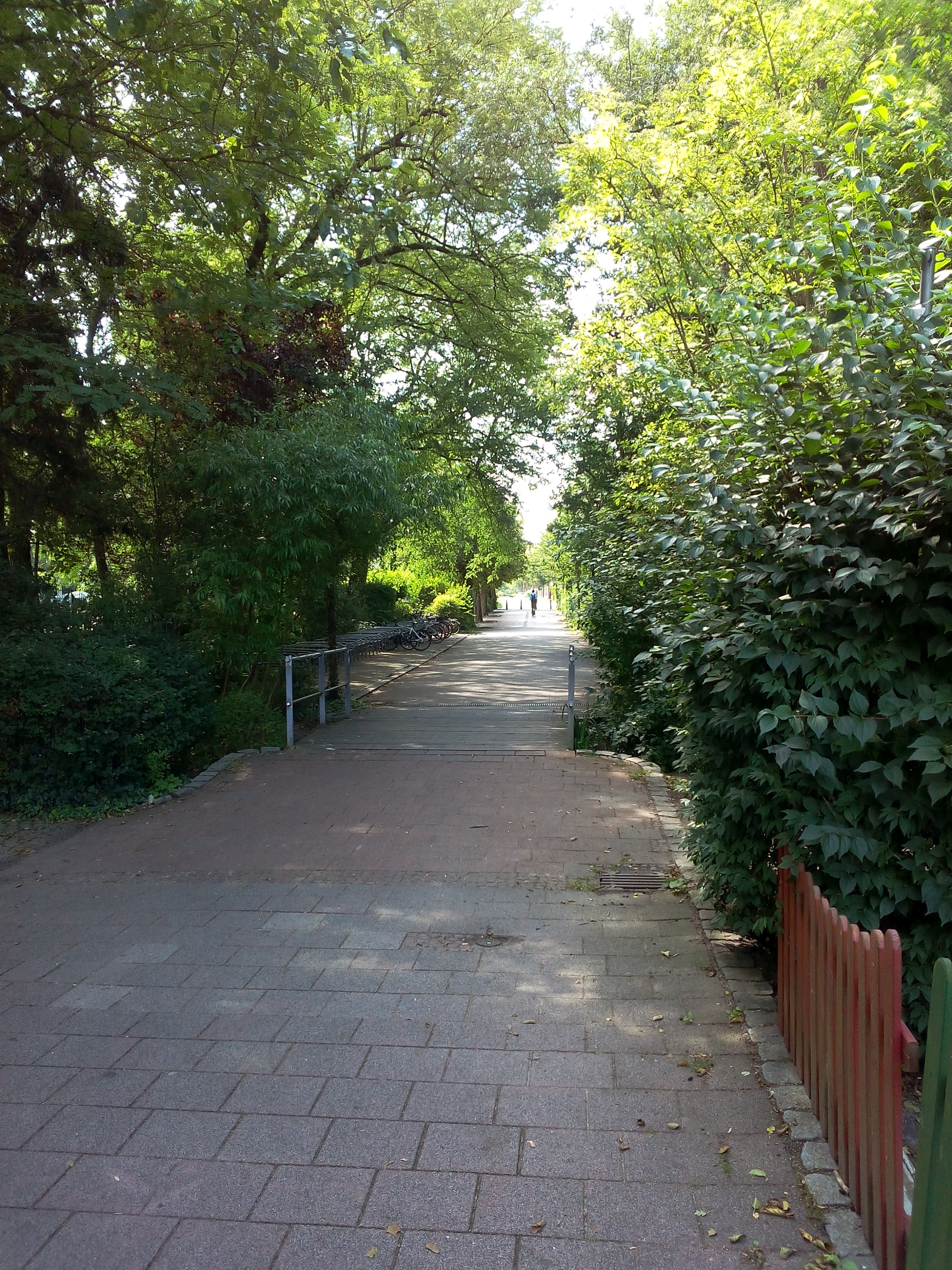
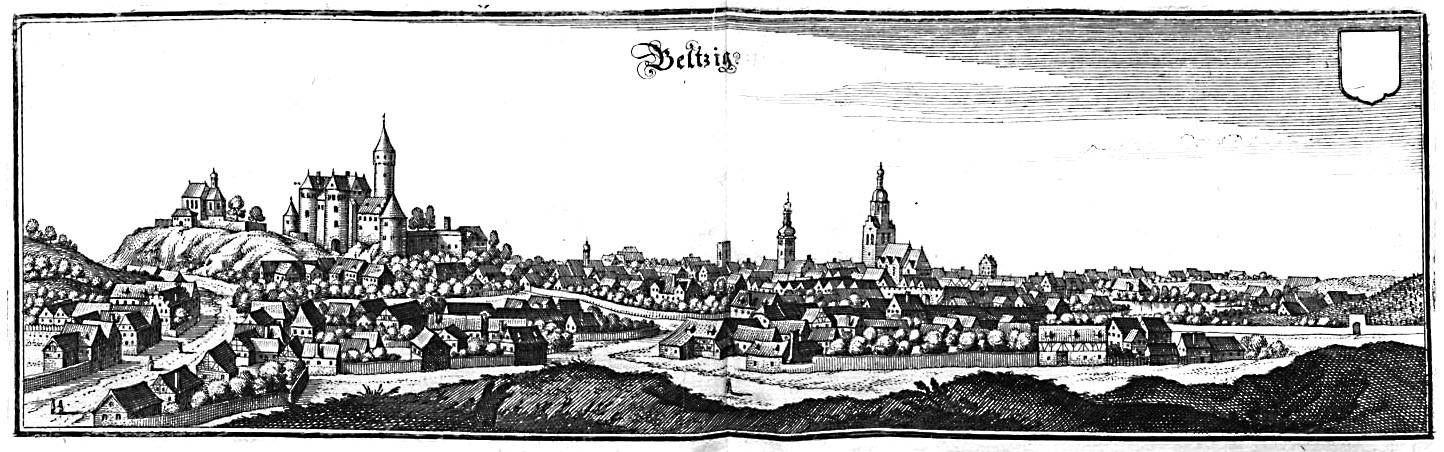